# XM395精確制導迫擊炮彈
XM395精確制導迫擊炮彈（英語：XM395 Precision Guided Mortar Munition，縮寫：PGMM）是一枚由阿連特科技系統公司（ATK）為美国陆军而研發的配件，裝在由牽引式和自行式迫击炮所發射、現有的120毫米炮彈以上，將本來無控的傳統120毫米榴彈轉變為可控，並且能夠在惡劣氣象條件下使用的精確導引彈藥（PGM）。

## 歷史
2001年起，美國陸軍開始尋找制導型迫擊炮，藉以應對阿富汗戰爭期間的戰鬥狀況。塔利班武裝分子經常在山脊線和高地以上準備好的戰鬥陣地上採取了小部隊行動。這些類型的伏擊使得直射武器對暴露目標的成效有限，而密接空中支援亦受限於交戰規則和惡劣天氣。部隊還發現了塔利班可沿著遙遠的山脊或山谷的動靜，但所使用的直射武器並不在部隊可打擊塔利班的射程以內。正因如此，2009年2月，美國陸軍通過緊急作戰需求聲明，啟動了經加速的精密迫擊炮計劃（英語：Accelerated Precision Mortar Initiative，縮寫：APMI），以研製由全球定位系统所制導、準確度為7,000公尺（4.3英里）以內的圆概率误差（CEP）僅為5公尺（16英尺）的120毫米口徑迫擊炮；因為加速精密迫擊炮計劃是一項緊急請求，它由其他交易管理局所加快達成，而非經傳統的收購過程。之所以選用全球定位系统而非雷射指標器作其制導系統是由於敵人經常就躲避在山脊和岩石露頭的後方，以至激光指標器對這場合的目標能力有限；而全球定位系统所制導的炮彈則可提供準確的定位，即使他在障礙物後方得到掩護。2010年4月，陸軍宣布阿連特科技系統公司在冬季與競爭對手雷神公司和通用动力公司所進行的競標試射當中獲選優勝，並且根據經加速的精密迫擊炮計劃的需求聲明獲選中以提供新型的精確制導迫擊炮。
2011年3月，步兵旅級戰鬥隊的士兵收到了第一批經加速的精密迫擊炮計劃的炮彈，並且計劃在六個月以內將其發配到所有七個已部署的步兵旅級戰鬥隊當中。3月26日，首發炮彈由第101空降師第4旅級戰鬥隊第1-506步兵團C集團所發射，其彈著點距離目標只有四公尺遠。傳統上的重型迫擊炮用於营級編制以提供即時性的火力壓制和支援，但它們是遠程前沿作戰基地可用的主要間接火力武器，所以制導式迫擊炮給予了營長準確的炮擊火力，而無需請求旅級榴弹炮動用M982「神劍」作出打擊。阿連特XM395 PGMM彈藥採用標準M934高爆120毫米彈頭體，彈鼻配有全球定位系统接收器和由計算機所控制的氣動方向翼片，可確保其穩定性，並且使其保持在編程軌跡以上。它具有多重模式空爆、點爆和延遲引信。非制導型120毫米迫擊炮的最大射程精度為136公尺（446英尺），而精確的定位和指向系統可使其減少至76公尺（249英尺）。PGMM可以命中在10米範圍以內的目標，經常在四分以內命中，使得其準確度提高了七倍。雖然PGMM並非為了取代非制導型迫擊炮而設計的，但它可讓迫擊炮隊僅以1至2發即可消滅本來需要8至10發的點目標。這樣可使得典型迫擊炮隊可操作武器的時間延長25發，並且增加可以打擊的目標數量，而無需再補給。它還可擴大先前需要前線士兵清除的潛在目標區域，因為過去不精確的炮擊會造成附帶損害，而叛亂分子卻故意從人口稠密地區發動襲擊，以利用部隊不會冒著平民傷亡風險的思維。每具XM395套件售價$10,000，遠低於同為制導的「神劍」155毫米炮彈。目前尚未要求60毫米或81毫米口徑迫擊炮的制導型。
2012年7月，美國陸軍宣布向阿富汗史崔克旅級戰鬥隊發配APMI精密迫擊炮。此前，這些炮彈是由駐紮在戰鬥前哨地點卸載部隊所發配的。當與M1129史崔克雙V車體迫擊炮載具（MCVV）這一移動平台配合使用時，它還可配用制炮彈藉以以增加其戰鬥空間。
為了回應在阿富汗的軍事行動需求聲明，有時彈著點更需距離目標近2.2公尺，陸軍購入了5,480套迫擊砲制導套件。隨著XM395的成功，陸軍正在通過高爆制導迫擊炮（英語：High Explosive Guided Mortar，縮寫：HEGM）提案，尋求一款具有可比精確度功能的120毫米制導型迫擊炮彈的記錄儀。交付到2020年左右都尚未進行，因此阿連特正在推動繼續下XM395的訂單，以避免在發生意外情況時卻出現庫存缺口。高爆制導迫擊炮尋求通過增加射程、可靠性和殺傷力以改進經加速的精密迫擊炮計劃。美國陸軍研發了其高爆制導迫擊炮的原型，並且命名為制導型增強破片迫擊炮（英語：Guided Enhanced Fragmentation Mortar，縮寫：GEFM），當向軍事工業發出征求建議書時，會將該原型提供給工業界讓他倆作提供其智能迫擊炮解決方案的參考。高爆制導迫擊炮計劃的目標是研製一款準確至圆概率误差為1公尺以內的炮彈，具有全球定位系统／半主動雷射雙重制導，以打擊已重新定位和在全球定位系统降級的環境中運行的目標。2017年1月，美國結束了設計的初步徵集期，併計劃在年底前簽訂多份合同，從而在2018年開始公開競標，並且在2021年開始生產，預計將生產14,000枚高爆制導迫擊炮彈。

## 設計
XM395基於軌道阿連特用於155毫米火炮彈藥的精確制導套件，並且將全球定位系统制導和方向控制表面組合成一套可取代標準引信的組件，將現有的120毫米迫擊炮彈轉變為精確導引彈藥（PGM）。XM395彈藥是由一套全球定位系统制導套件，其中包括裝有內裝操縱部件的彈鼻和尾部子系統，安裝在標準的120毫米滑膛迫擊炮彈上。

## 計劃狀態
- 2004年12月：在洛克希德·马丁公司的抗議一年以後，阿連特科技系統公司重新獲得美國陸軍8,000萬美元的合同，並且開始生產XM395精確制導迫擊炮彈藥。[2]
- 2006年1月：圓滿完成初步設計評審（PDR）階段。[17]
- 2006年2月：在尤馬試驗場（英语：Yuma Proving Ground）成功進行彈道飛行試驗。[18]
- 2007年2月：擬議的2008財政年度預算中為撤回的計劃撥款提供資金。[19]
- 2007年3月：成功進行導航飛行測試。[20]
- 2010年4月：ATK的XM395贏得了美國陸軍在首選迫擊砲制導套件的競標。[6]
- 2011年3月：XM395彈藥套件在阿富汗首次亮相。[7]

## 出口
- 2017年3月：美國批准向新加坡出售2,000枚XM395 APMI炮彈。

## 資料來源
1. ↑  PM Mortar Systems demonstrates XM395 during exercise[永久]
2. 1 2  .   [2019-09-20]. （原始内容存档于2006-03-18）.
3. ↑  Army Pushes Precision Mortar （页面存档备份，存于） - DoDBuzz.com, 6 October 2009
4. ↑  Troops Clamor For Precision Mortars （页面存档备份，存于） - DoDBuzz.com, 21 October 2009
5. 1 2  GPS-guided precision mortar rounds on way to Afghanistan （页面存档备份，存于） - Gizmag.com, 1 March 2011
6. 1 2  Brannen, Kate. . Defense News. 21 April 2010  [21 February 2012]. （原始内容存档于2012-07-28）.
7. 1 2 3  Picatinny fields first precision-guided mortars to troops in Afghanistan （页面存档备份，存于） - Army.mil, 29 March 2011
8. ↑  Soldiers fire first precision-guided mortar in Afghanistan （页面存档备份，存于） - Army.mil, 7 April 2011
9. ↑  The Army's Smart New Mortars Could Actually Hit a Target （页面存档备份，存于） - Gizmodo.com, 30 July 2012
10. ↑  Joes Soon to Get Precision 120 Mortar Round （页面存档备份，存于） - Kitup.Military.com, 30 March 2011
11. ↑  Stryker MCVVs Get Advanced Precision Mortar Initiative (APMI) Rounds （页面存档备份，存于） - Defensemedianetwork.com, 23 July 2012
12. ↑  "Army halts mortar buys, looks to trade up". Armytimes.com, 8 November 2013.
13. ↑  U.S. Army to develop new 120mm GPS-guided mortar （页面存档备份，存于） - Armyrecognition.com, 29 May 2015
14. ↑  Army developing laser-guided, precision mortar （页面存档备份，存于） - Army.mil, 3 March 2017
15. ↑  .   [2019-09-20]. （原始内容存档于2017-09-10）.
16. ↑   (PDF). ATK Advanced Weapon. ATK.   [21 February 2012].
17. ↑  ATK Successfully Completes Preliminary Design Review of Precision Guided Mortar Munition[永久]
18. ↑  .   [2019-09-20]. （原始内容存档于2007-10-07）.
19. ↑  .   [2019-09-20]. （原始内容存档于2012-02-18）.
20. ↑  .   [2019-09-20]. （原始内容存档于2019-09-20）.

## 外部連結
- （英文）—Precision Guided Mortar Munition (PGMM) - ATK
- （英文）—M395 Precision-Guided Mortar Munition (PGMM) - Global Security （页面存档备份，存于）
- （英文）—Precision Munitions for 120mm Mortars - Defense Update
- （英文）—Distributed Aperture Semi-Active Laser Seeker (DASALS) - BAE Systems